# Hilmar Björnsson
Hilmar Björnsson (født 13. maj 1969 i Reykjavík, Island) er en islandsk tidligere fodboldspiller (midtbane).
Einarsson spillede tre kampe for det islandske landshold. Han debuterede for holdet i maj 1994 i en venskabskamp mod Bolivia. Han spillede på klubplan for henholdsvis KR, Fram og FH i hjemlandet, samt svenske Helsingborg, og nåede at vinde både mesterskab og pokaltitler i begge lande.

## Titler
Islandsk mesterskab
- 2003 med KR Reykjavik

Islands pokal
- 1994 og 1995 med KR Reykjavik

Allsvenskan
- 1999 med Helsingborg

Svenska Cupen
- 1998 med Helsingborg